# Dolores (Abra)
Dolores is een gemeente in de Filipijnse provincie Abra op het eiland Luzon. Bij de laatste census in 2007 had de gemeente bijna 11 duizend inwoners.

## Geografie

### Bestuurlijke indeling
Dolores is onderverdeeld in de volgende 15 barangays:
| - Bayaan - Cabaroan - Calumbaya - Cardona - Isit - Kimmalaba - Libtec - Lub-lubba | - Mudiit - Namit-ingan - Pacac - Poblacion - Salucag - Talogtog - Taping |

## Demografie
Dolores had bij de census van 2007 een inwoneraantal van 10.787 mensen. Dit zijn 838 mensen (8,4%) meer dan bij de vorige census van 2000. De gemiddelde jaarlijkse groei komt daarmee uit op 1,12%, hetgeen lager is dan het landelijk jaarlijks gemiddelde over deze periode (2,04%). Vergeleken met de census van 1995 is het aantal mensen met 1.227 (12,8%) toegenomen.

De bevolkingsdichtheid van Dolores was ten tijde van de laatste census, met 10.787 inwoners op 80 km², 134,8 mensen per km².